# Simonésia
Simonésia là một đô thị thuộc bang Minas Gerais, Brasil. Đô thị này có diện tích 487,85 km², dân số năm 2007 là 17257 người, mật độ 35,5 người/km².